# Yogetor bellus
Espèce
Yogetor bellus est une espèce d'araignées aranéomorphes de la famille des Salticidae.

## Distribution
Cette espèce est endémique de Tanzanie.

## Description
La carapace du mâle holotype mesure 1,3 mm de long sur 0,9 mm et l'abdomen 1,0 mm de long sur 0,7 mm.

## Publication originale
- Wesołowska & Russell-Smith, 2000 : Jumping spiders from Mkomazi Game Reserve in Tanzania (Araneae Salticidae).  Tropical Zoology, vol. 13, p. 11-127 (texte intégral).